# Volo di notte
Volo di notte (Nattflygning) är en italiensk opera i en akt med musik och libretto av Luigi Dallapiccola. Texten bygger på Antoine de Saint-Exupérys roman Vol de nuit (1931).

## Historia
Mycket av Dallapiccolas tidigare musikverk hade haft en stark anknytning till medeltidens och renässansens kultur. Med sitt första scendramatiska verk bröt han sig ur denna ram och anammade ett modernt ämne. Handlingen är baserad på Saint-Exupéry egna erfarenheter i sitt arbete som postman hos flygbolaget Latécoère. Operan hade premiär den 18 maj 1940 på Teatro della Pergola i Florens.

## Personer
- Rivière, flygplatschef (basbaryton)
- Robineau, en inspektör (bas)
- Simona Fabien, pilothustru (mezzosopran)
- Leroux, en pilot (bas)
- Pellerin, en pilot (tenor)
- Radiooperatör (tenor)
- Anställd nr 1 (tenor)
- Anställd nr 2 (baryton)
- Anställd nr 3 (tenor)
- Anställd nr 4 (baryton)

## Handling
Rivière försöker effektivisera projektet med nattflygning av post. Posten ska fraktas till Buenos Aires och där omlastas till ett annat plan som ska flyga till Europa mitt i natten. Den chilenske piloten Pellerin hamnar i en våldsam cyklon när han flyger över Anderna. Han överlever men samma cyklon drabbar även planet som lyfte från Patagonien. Piloten Fabien struntar i väderprognosen och tvingas kämpa mot de hårda vindarna. När bensinen tar slut bestämmer han sig för att nödlanda men upptäcker att han har drivit ut till havs. Han kan se stjärnorna genom molnen och inser att allt hopp är ute. Han sätter kurs rakt mot stjärnorna i visshet om att han är förlorad. När det framgår att Fabien har omkommit förväntar sig alla att Rivière ska överge projektet. Men ett annat plan anländer oskadat och stärkt av beskedet beordrar Rivière piloten att sätta kurs mot Europa.